# Floriane Eichhorn

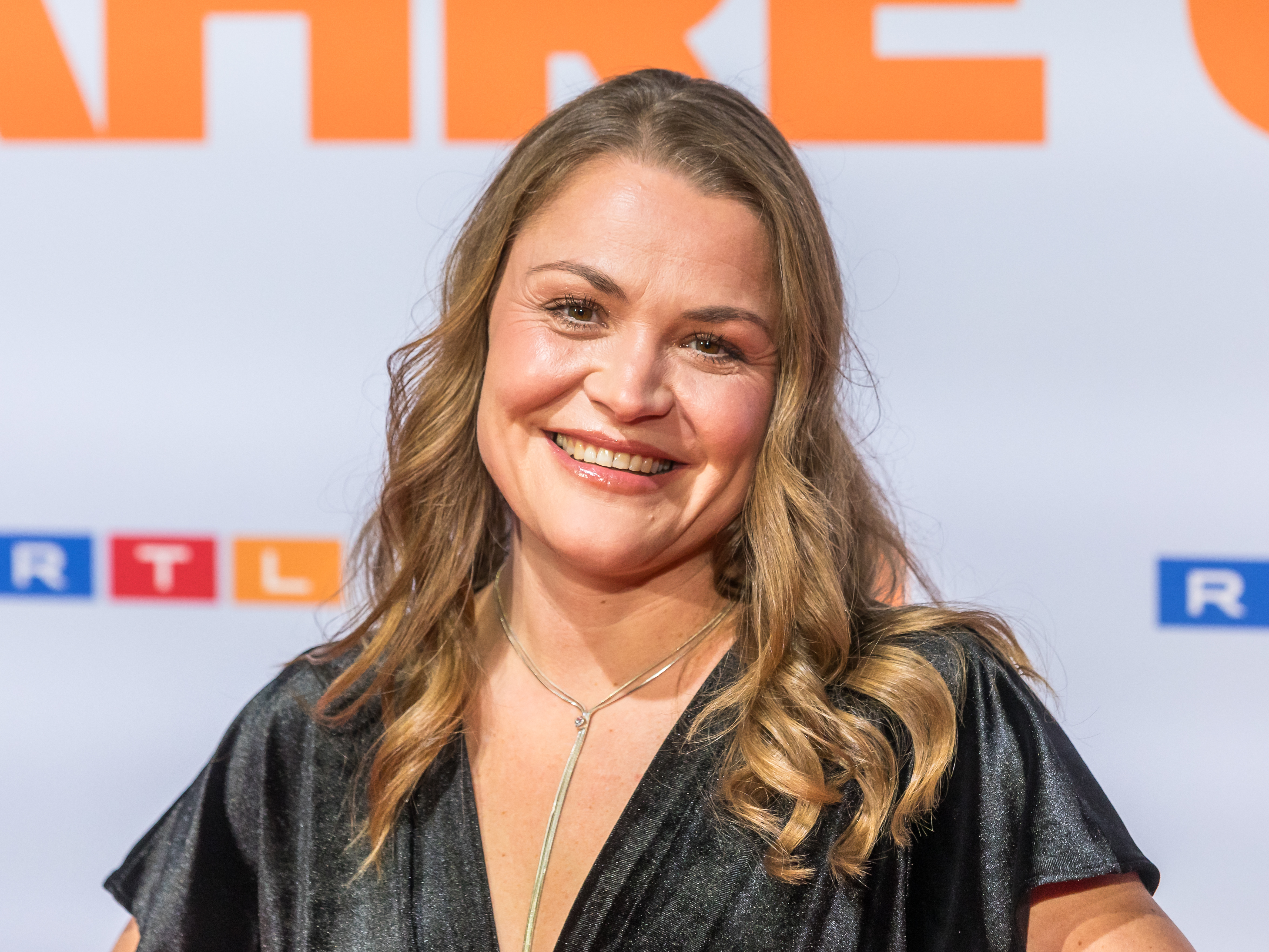
Floriane Eichhorn, 2024

Floriane Eichhorn (auch Flori) (* 22. Juli 1981 in Ost-Berlin) ist eine deutsche Schauspielerin.

## Leben
Floriane Eichhorn, Zwillingsschwester von Fritzi Eichhorn, spielte in den 1990er Jahren in verschiedenen Familienfilmen und Serien mit. In den Serien Die Gespenster vom Flatterfels und Alle meine Töchter teilte sie sich ihre Rolle mit ihrer Schwester. 1997 stieg sie aus Alle meine Töchter aus. Im Dezember 2005 stand Floriane Eichhorn erstmals auf der Bühne des Berliner Kriminal Theaters, in dem Stück Mord um Mord von Wolfgang Binder.
Auch in Musicals ist sie zu sehen, so bei Der kleine Muck in Berlin (2004), sowie Frohe Weihnachten, Kleiner Eisbär (2006) für den süddeutschen Teil der Tournee und Neues vom Räuber Hotzenplotz (2006) auf der Burg Satzvey bei Mechernich. Ab Mai 2010 absolvierte sie eine Ausbildung als Stuntfrau in der Action Movie Stuntschule.
Eichhorn lebt mit ihrer Zwillingsschwester und deren Sohn in Köln.

## Filmografie
- 1988: Felix und der Wolf*
- 1989: Polizeiruf 110: Unsichtbare Fährten* (TV-Reihe)
- 1991: Siebenstein
- 1992: Die Gespenster von Flatterfels*
- 1994: Charlie & Louise – Das doppelte Lottchen*
- 1995–1998: Alle meine Töchter*
- 1996: Friedrich und der verzauberte Einbrecher*
- 1996–1997: Sprechstunde bei Dr. Frankenstein*
- 2012: In aller Freundschaft*
- 2013: Beinahe negativ
- 2013: Wilsberg: Hengstparade
- 2015: Hohlkörper (Kurzfilm)
- 2019: SOKO Stuttgart (Fernsehserie, Folge: Liebe, Love, Amour)
- seit 2023: Unter uns (Fernsehserie)

* gemeinsam mit Zwillingsschwester Fritzi Eichhorn